# Préludes (Debussy)
Claude Debussy komponierte seine beiden Hefte Préludes pour piano (Präludien für Klavier) zwischen 1909 und 1913. Die insgesamt 24 Stücke für Klavier haben meist einen poetischen Titel, der sich auf die jeweilige Stimmung und Eigenart des Stückes bezieht, und stellen in sich geschlossene musikalische Charakterstücke dar. Die Aufführungsdauer beträgt pro Band jeweils etwa 40 bis 45 Minuten. Die Stücke können aber auch einzeln gespielt werden.

## Beschreibung
Der Begriff Prélude ist aus dem lateinischen praeludere (vorspielen) abgeleitet und verweist auf den formfreien, spielerischen, an ein improvisierendes Spiel erinnernden Charakter der Stücke, während die zweite Bedeutung des musikalischen Formbegriffs Präludium als die Hinführung auf ein folgendes Hauptstück, etwa eine Fuge oder einen Choral, entfällt.
Historisch stehen die Préludes Debussys in der Tradition der Préludes non mesuré der barocken französischen Cembalomusik, der 24 Präludien des Wohltemperierten Klaviers von Johann Sebastian Bach und der 24 Préludes op. 28 von Frédéric Chopin. Von ihnen übernahm Debussy die Freiheit in der Formengebung und die Möglichkeit, mit jedem Stück einer eigenen musikalischen Logik zu folgen.
Die Préludes für Klavier zeigen, so der Debussy-Biograf Heinrich Strobel, alle Merkmale der impressionistischen Musik, indem in ihnen jeweils ein in sich geschlossenes musikalisches Bild, eine Stimmung klanglich, melodisch und rhythmisch auskomponiert wurde. Die am Schluss der Stücke stehende Benennung sei lediglich als Bestätigung des durch die Musik vermittelten Eindrucks zu verstehen. Manche Préludes haben einen orchestralen Charakter und bieten pianistisch in der kleinen Form eine große Vielfalt. Debussy selbst gab für das Spiel der Préludes den Hinweis, man müsse vor allem vergessen, dass das Klavier Hämmer habe.
Debussy spielte die Préludes auch selbst im Konzertsaal, wovon Tonaufzeichnungen erhalten sind.  Sein Zeitgenosse Maurice Emmanuel sagte über das Klavierspiel Debussys: „Er erweckte die vielfältigen Klänge des Orchesters auf den Tasten. Sein Anschlag war von einer Zartheit ohnegleichen und von einem schier unbegrenzten Reichtum an Nuancen. Er wußte mit seinem Legato die fremdartigsten Akkorde auf die natürlichste Weise miteinander zu verbinden. Er war ein Meister in der Behandlung des Pedals.“
Debussy schrieb zwei weitere Préludes, die sinfonische Dichtung Prélude à l’après-midi d’un faune und das Prélude der Oper Pelléas et Mélisande.

## Titel und Satzbezeichnungen

### Premier Livre

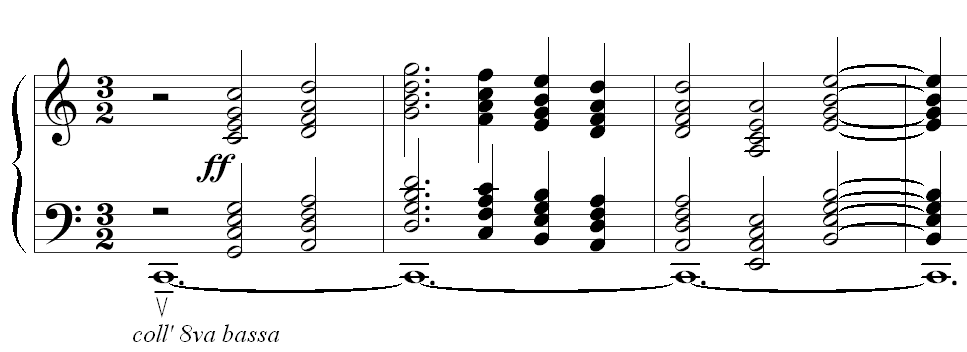
Aus La cathédrale engloutie

1. Danseuses de Delphes  (Tänzerinnen von Delphi): Lent et grave
2. Voiles (Schleier/Segel): Modéré
3. Le vent dans la plaine (Der Wind in der Ebene): Animé
4. Les sons et les parfums tournent dans l'air du soir (Die Klänge und die Düfte drehen sich in der Abendluft): Modéré
5. Les collines d'Anacapri (Die Hügel von Anacapri): Très modéré
6. Des pas sur la neige (Schritte im Schnee): Triste et lent
7. Ce qu'a vu le vent d'ouest (Was der Westwind gesehen hat): Animé et tumultueux
8. La fille aux cheveux de lin (Das Mädchen mit dem flachsfarbenen Haar): Très calme et doucement expressif
9. La sérénade interrompue (Die unterbrochene Serenade): Modérément animé
10. La cathédrale engloutie (Die versunkene Kathedrale): Profondément calme
11. La danse de Puck (Der Tanz des Puck): Capricieux et léger
12. Minstrels (Minstrels): Modéré

### Deuxième Livre
1. Brouillards (Nebel): Modéré

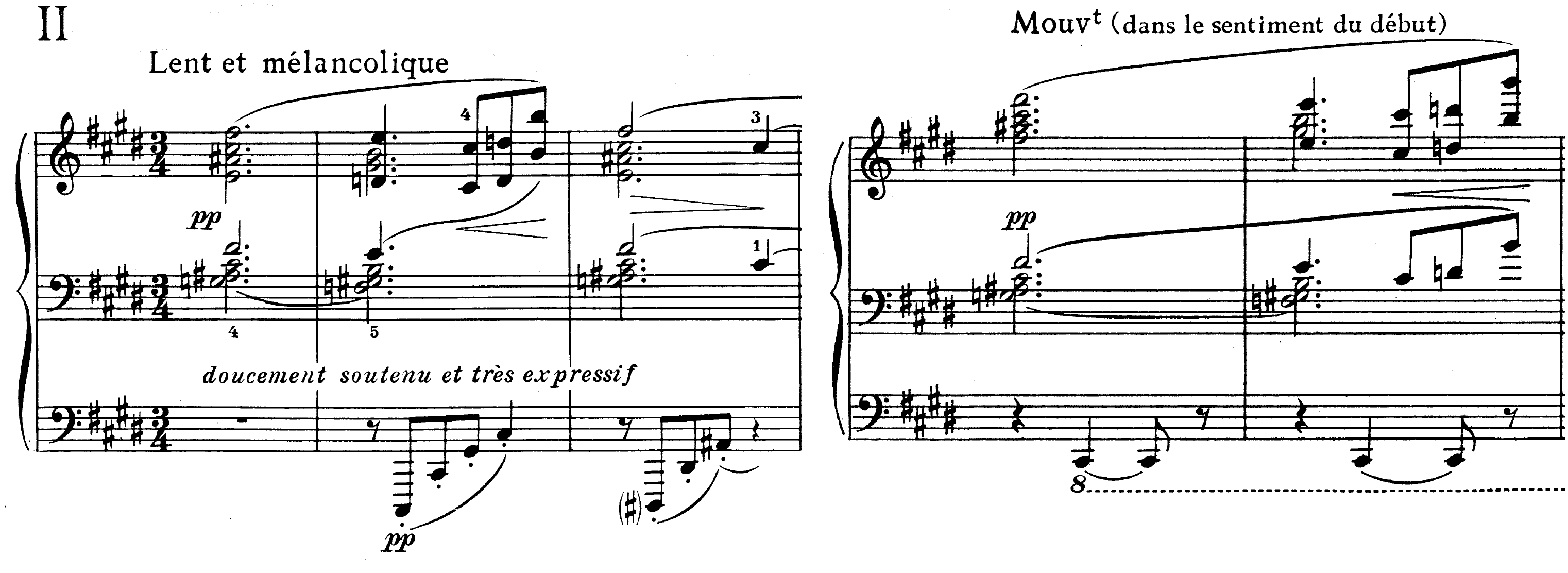
Aus Feuilles mortes

2. Feuilles mortes (Tote Blätter): Lent et mélancolique
3. La Puerta del Vino (Das Tor des Weins): Mouvement de Habanera
4. Les Fées sont d'exquises danseuses (Die Feen sind ausgezeichnete Tänzerinnen): Rapide et légèr
5. Bruyères (Heide): Calme
6. Général Lavine – excentrique (General Lavine – exzentrisch): Dans le style et le mouvement d'un Cakewalk
7. La terrasse des audiences du clair de lune (Die Terrasse der Audienzen des Mondlichts): Lent
8. Ondine (Undine): Scherzando
9. Hommage à S. Pickwick Esq. P.P.M.P.C.: Grave
10. Canope (Kanope): Très calme et doucement triste
11. Les tierces alternées (Die alternierenden Terzen): Modérément animé
12. Feux d'artifice (Feuerwerk): Modérément animé

## Editionen
Die beiden Hefte der Préludes erschienen 1910 bzw. 1913 im Druck. Neben dem Erstdruck existiert ein Autograph, das als Stichvorlage diente, sowie weitere handschriftliche Quellen von Debussy. Auf der Grundlage dieser Quellen erschien 1986 und 1990 die Wiener Urtext Edition des Herausgebers Michael Stegemann. Ebenfalls als Urtextausgabe bezeichnet erschienen 1986 und 1988 die beiden Bände im Henle-Verlag, herausgegeben von Ernst-Günter Heinemann.
2014 erschien der 1. Band einer Neuausgabe von Thomas Kabisch im Bärenreiter-Verlag mit kritischen Revisionen und aktuellen Forschungsergebnissen. Sie richte sich, so der Herausgeber „an experimentierende, denkende Spieler, die sensibel sind dafür, wie Debussys Klaviersatz sich auf der Tastatur und für die Ohren anfühlt, wie sein Tonsatz funktioniert und welche Möglichkeiten des Klavierklangs durch ihn erschlossen werden.“